# Sự sống ngoài Trái Đất
Sự sống ngoài Trái Đất là những sinh vật hay giống loài, trên các giả thuyết, tồn tại và phát triển bên ngoài Trái Đất.
Hầu hết các nhà khoa học cho rằng sự sống ngoài Trái Đất nếu có tồn tại thì sự tiến hóa của nó đã xuất hiện độc lập ở nhiều nơi khác nhau trong vũ trụ. Có giả thuyết khác cho rằng sự sống ngoài Trái Đất có thể có nguồn gốc ban đầu chung, và sau đó phân tán khắp vũ trụ, từ hành tinh có thể sống được này tới hành tinh có thể sống được khác. Lại có đề xuất cho rằng nếu chúng ta tìm thấy được sự sống và nền văn minh ngoài Trái Đất gần chúng ta thì sự sống và nền văn minh đó hoặc đã phát triển hơn chúng ta rất nhiều hoặc vẫn còn rất sơ khai hơn chúng ta rất nhiều.
Sinh vật ngoài Trái Đất theo suy đoán của mọi người có thể thay đổi từ dạng giống con người hay quái dị như trong phim khoa học viễn tưởng cho đến dạng sống nhỏ hơn là vi khuẩn và virus.
Sinh vật ngoài Trái Đất, nhất là dạng có trí tuệ, thường ăn sâu vào văn hóa với tên gọi "người ngoài Trái Đất" hay "người ngoài hành tinh".

## Vài nét về sự sống ngoài Trái Đất
Các dạng sống ngoài hành tinh (như vi khuẩn) được cho rằng có tồn tại ở Hệ Mặt Trời và ở các nơi khác trong vũ trụ. Giả thuyết này dựa trên kích thước lớn và sự nghiệm đúng của các định luật vật lý trong vùng vũ trụ quan sát được. Một số nhà khoa học như Carl Sagan và Stephen Hawking cho rằng không có lý gì mà sự sống lại không thể tồn tại ở nơi nào khác ngoài Trái Đất. Lập luận này dựa trên Quan điểm Copernicus, phát biểu rằng Trái Đất không chiếm một vị trí đặc biệt nào trong vũ trụ, và mediocrity principle, phát biểu rằng Trái Đất chẳng có gì đặc biệt cả. Sự sống có thể đã nảy sinh một cách độc lập ở rất nhiều nơi trong vũ trụ, và cũng có thể được hình thành với tần suất thấp hơn, được chuyển giữa các hành tinh có thể sống được, qua giả thuyết cho rằng sự sống trên trái đất bắt nguồn từ vi sinh vật hoặc tiền thân hóa học của sự sống hiện diện trong không gian vũ trụ và có thể bắt đầu sự sống khi tiếp cận môi trường thích hợp hoặc một sự phát sinh nào đó. Ở trường hợp nào đi nữa thì, theo các mô hình giả lập máy tính, các phân tử hữu cơ phức tạp cần thiết cho sự sống có thể đã được hình thành từ các nguyên tố từ đĩa tinh vân xung quanh Mặt Trời trước khi Trái Đất được hình thành. Các nghiên cứu giả lập này cho thấy quá trình tạo dựng sự sống trên Trái Đất cũng có thể được xảy ra trên các hệ sao khác, mà có các hành tinh quay xung quanh sao chủ.
Hiện nay, những nơi người ta đã tìm ra nhiều ngoại hành tinh có sự sống trong vũ trụ bao gồm Kepler 186f, Proxima Centauri b, Teegarden b, Kepler 452b, Kepler 1649c, Gliese 667Cc,...  (những ngoại hành tinh có sự sống giống Trái Đất). Tháng 5 năm 2011, các nhà khoa học của NASA đã thông báo rằng Enceladus 'đang nổi lên như là một nơi có nhiều triển vọng nhất có thể có dạng sống mà chúng ta biết trong Hệ Mặt Trời'. Sự sống cũng có thể xuất hiện tại các hành tinh ngoài hệ mặt trời, như Gliese 581 c, g và d. Các hành tinh này được phát hiện có khối lượng xấp xỉ Trái Đất, chắc chắn nằm trong vùng sống được của ngôi sao mẹ, và do đó có khả năng có nước ở dạng lỏng. Tháng 12 năm 2011, các nhà khoa học làm việc với kính thiên văn vũ trụ Kepler của NASA tuyên bố đã tìm ra Kepler-22b, một hành tinh ngoài Trái Đất có vẻ như đang quay xung quanh một ngôi sao giống Mặt Trời và nằm trong vùng sống được.
Hiện không có một bằng chứng thuyết phục nào cho thấy sự sống ngoài Trái Đất có tồn tại; tuy nhiên, một vài trong số đó đang gây tranh cãi. Một số người tin rằng một vài vật thể bay không xác định có nguồn gốc ngoài hành tinh (xem các Giả thuyết ngoài hành tinh), cùng với các tuyên bố về sự bắt cóc ngoài hành tinh, bị gạt bỏ bởi hầu hết các nhà khoa học. Phần lớn các sự kiện nhìn thấy UFO được giải thích là đã nhìn thấy một vật thể bay thuộc Trái Đất hoặc một vật thể thiên văn, hoặc là một trò lừa.

## Khả năng tồn tại sự sống ngoài Trái Đất

### Theo sinh học vũ trụ
Tất cả sự sống trên Trái Đất đều có cơ sở từ nguyên tố carbon với nước làm dung môi, trong đó xảy ra các quá trình hóa sinh. Sự sống ngoài Trái Đất cũng có thể sử dụng các thành phần này. Tuy nhiên, các nguyên tố và dung môi khác cũng có thể làm cơ sở cho sự sống. Silicon có vẻ thay thế tương tự cho carbon về điều này, mặc dù vẫn chưa chắc chắn lắm. Có giả thuyết cho rằng sự sống dạng silicon có thể tồn tại được ở nhiệt độ cao, chẳng hạn trong các hành tinh gần sao chủ của chúng hơn. Dạng sống dựa vào nguồn ammoniac thay vì nước cũng đã được đưa ra xem xét nhưng hiếm khi hơn. Không loại trừ có thể tìm thấy nguyên tố khác trong vũ trụ có cách phản ứng tương tự như carbon hay hoàn toàn mới, và xa hơn nữa, có thể sự sống ngoài Trái Đất, ngoài các dạng phụ thuộc vào các phản ứng hóa học còn có dạng chỉ phụ thuộc vào các hiện tượng vật lý.
Bên cạnh các nguyên tố và dung môi, sự sống còn cần tới nguồn năng lượng. Năng lượng từ một ngôi sao ở gần là rõ ràng hơn cả nhưng không phải duy nhất. Năng lượng địa nhiệt của một hành tinh có thể cung cấp cho sự sống dưới bề mặt và trong lòng đại dương.

### Giả thuyết về hình thái và tiến hóa
Cùng với khả năng tồn tại sự sống ngoài Trái Đất về phương diện hóa học, vẫn còn có câu hỏi hóc búa về tiến hóa và hình thái. Sinh vật ngoài Trái Đất có thể có hình dạng như thế nào? Khoa học viễn tưởng đã thể hiện điều này từ lâu theo hai hướng: rất nhân tính giống con người hoặc (thường trong trường hợp nói về sự xâm lược hung ác) dạng như bò sát. Sinh vật ngoài Trái Đất mô tả từ xa xưa có da xanh sáng hoặc xám, với cái đầu to, bốn chi rõ rệt và bốn tới năm ngón chi- ví dụ, về cơ bản giống con người với một bộ não to ám chỉ trí tuệ khủng khiếp. Khoa học viễn tưởng cũng hình dung về các dạng sinh vật ngoài Trái Đất khác như giống thú vật hoặc côn trùng.

## Niềm tin vào sự sống ngoài Trái Đất

### Tư tưởng cổ đại và cận đại
Niềm tin vào sự tồn tại của sự sống ngoài Trái Đất có lẽ đã có từ thời Ai Cập, Babylon và Sumer cổ, mặc dù trong các xã hội đó, các lý thuyết về nguồn gốc vũ trụ coi vũ trụ là siêu nhiên và hình tượng sinh vật ngoài Trái Đất khó phân biệt được với chúa, quỷ... Người phương Tây đầu tiên có lý luận hệ thống về vấn đề này là Thales và học trò của ông Anaximander, thế kỷ thứ 7 và 6 trước Công Nguyên. Thales cho rằng vũ trụ đầy các hành tinh và vì vậy, có thể có sự sống ngoài Trái Đất. Thuyết nguyên tử Ai Cập cho rằng một vũ trụ vô tận có thể có vô số thế giới có người ở. Các công trình vũ trụ học Hy Lạp cổ chống lại ý tưởng về sự sống ngoài Trái Đất, tuy vậy thuyết vũ trụ địa tâm dành đặc quyền cho Trái Đất và sự sống trên Trái Đất, "dường như" có phần diễn tả rằng sự sống ngoài Trái Đất là có thể tồn tại.
Khi Thiên chúa giáo trải rộng quyền lực khắp châu Âu, mọi lý luận trở nên giáo điều, mặc dù nhà thờ không có tuyên bố chính thức nào về sinh vật ngoài Trái Đất thì tư tưởng chính thống giáo vẫn lưu truyền từ đời này qua đời khác. Năm 1277, giám mục Paris là Etienne Tempier có quan điểm đối lập với Aristotle ở chỗ: Chúa có thể đã tạo ra hơn một thế giới.

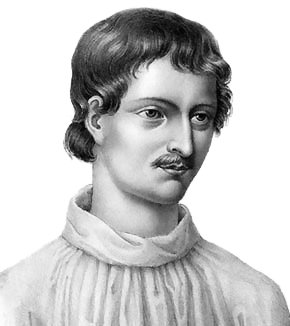
Giordano Bruno

Tuy vậy, chỉ khi việc phát minh ra kính viễn vọng và tư tưởng của Nicolaus Copernicus trong thuyết vũ trụ nhật tâm, Trái Đất mới thực sự được biết tới là một hành tinh đơn thuần trong vô số thiên thể vũ trụ, sự sống ngoài Trái Đất dần hướng tới cái nhìn khoa học. Vào thế kỷ 16, Giordano Bruno cho rằng vũ trụ vô tận và mọi ngôi sao đều được các hành tinh của nó bao quanh. Đầu thế kỷ 17, nhà thiên văn học người Tiệp là Antonín Maria Sírek of Reity nghĩ rằng: "nếu Sao Mộc có... người ở... thì họ chắc hẳn to lớn và đẹp hơn cư dân Trái Đất, hoàn toàn cân xứng với mẫu tiêu chuẩn hai vòng tròn."

### Sinh vật ngoài Trái Đất với thời hiện đại
Niềm tin vào sự sống ngoài Trái Đất tiếp tục kéo dài tới thế kỷ 20. Quả thật vậy, khoảng ba thế kỷ sau cuộc cách mạng khoa học kỹ thuật, đầu thời kỳ con người hiện đại tìm hiểu bản chất Hệ Mặt Trời, nhiều nhà thiên văn học và các tác giả lý luận khác, ít nhất là một số người theo tôn giáo, cũng như đa số công chúng đều tin rằng sự tồn tại của sinh vật ngoài Trái Đất là hoàn toàn có thật. Xu thế này cuối cùng cũng bị chững lại sau các cuộc thăm dò không gian: Mặt Trăng rõ ràng bị loại ra khỏi danh sách, trong khi Sao Kim và Sao Hỏa - hai ứng cử viên sáng giá cho sự sống ngoài Trái Đất hiện tại - cho thấy không có bằng chứng rõ ràng. Các Mặt Trăng trong của Hệ Mặt Trời đã được viếng thăm, cũng không có dấu hiệu sự sống mặc dù đã quan sát thấy các hoạt động địa chất thú vị (núi lửa trên Mặt Trăng Io, bầu khí quyển dày của Mặt Trăng Titan, biển trên Mặt Trăng Europa) đã giảm hi vọng tìm thấy một tiềm năng cho sự sống ngoài Trái Đất. Cuối cùng, sự thất bại của chương trình SETI trong việc dò tìm tín hiệu radio của nền văn minh có trí tuệ khác, sau bốn thập kỷ nỗ lực đã đẩy niềm lạc quan từ đầu kỷ nguyên vũ trụ xuống vực thẳm và là cơ hội cho mọi người chỉ trích: tìm kiếm sinh vật ngoài Trái Đất là hành động phản khoa học.
Tóm lại, viễn cảnh về những nền văn minh có trí tuệ du hành khắp nơi trong không gian vũ trụ trong Hệ Mặt Trời đối với các nhà khoa học thật mơ hồ. Nhưng trong khi đó, dữ liệu truyền về từ các cuộc thăm dò không gian và các tiến bộ trong phương pháp tìm kiếm được khoa học chấp nhận cũng vẽ ra một viễn cảnh về tiêu chuẩn mới về tiềm năng có thể có sự sống trên các hành tinh khác, ít nhất thì cũng còn rất rất nhiều hành tinh khác, mặc dù sinh vật ngoài Trái Đất có tồn tại hay không vẫn là câu hỏi hóc búa.
Hiện nay, nhiều người đam mê lĩnh vực này vẫn tin rằng sinh vật ngoài Trái Đất đã và vẫn thường viếng thăm Trái Đất. Một số người nghĩ rằng vật thể bay không xác định (UFO) (unidentified flying object) quan sát thấy trên bầu trời thực tế là hình ảnh của phi thuyền của sinh vật ngoài Trái Đất và thậm chí còn tuyên bố là đã từng gặp người ngoài Trái Đất. Vòng tròn đồng ruộng cũng được cho là do hành động của sinh vật ngoài Trái Đất mặc dù nhiều hình về sau đã phát hiện là giả mạo.
Khả năng tồn tại sự sống dạng nguyên thủy (vi sinh vật) ngoài Trái Đất ít gây tranh cãi hơn mặc dù hiện nay không có bằng chứng trực tiếp nào được tìm thấy. Có bằng chứng gián tiếp về sự tồn tại sự sống nguyên thủy trên Sao Hỏa, tuy vậy, kết luận cuối cùng từ bằng chứng này vẫn còn gây nhiều tranh cãi.

## Tìm kiếm sự sống ngoài Trái Đất
Công việc tìm kiếm sự sống ngoài Trái Đất đang được tiến hành theo hai hướng khác nhau: trực tiếp và gián tiếp.

### Tìm kiếm trực tiếp

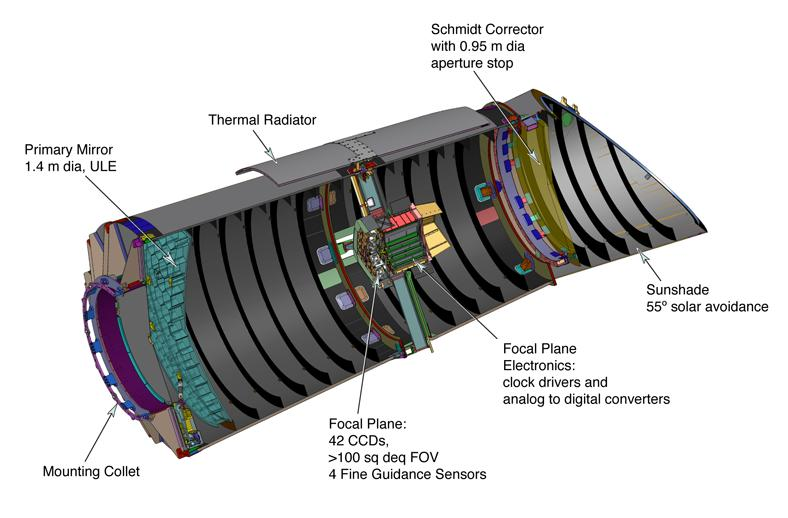
Chương trình Kepler tìm kiếm sự sống trên các hành tinh ngoài Hệ Mặt Trời của NASA (đang trong giai đoạn chuẩn bị).

Các nhà khoa học đang tìm kiếm chứng cứ cho sự tồn tại của dạng sống đơn bào trong Hệ Mặt Trời, trong đó đáng chú ý là bề mặt Sao Hỏa và các sao băng đã rơi xuống Trái Đất. Có một nhiệm vụ thực thi trên Europa, một trong những vệ tinh của Sao Mộc với lớp nước dưới bề mặt, có thể có sự sống.
Có một số bằng chứng hạn chế cho thấy sự sống dạng vi khuẩn có thể tồn tại hoặc đã từng tồn tại trên Sao Hỏa. Một thí nghiệm do tàu Viking ghi nhận khí gas bốc ra từ đất Sao Hỏa bị nung nóng có thể thích hợp với sự xuất hiện của một số vi khuẩn. Tuy vậy, sự thiếu chứng cứ vững chắc từ các cuộc thí nghiệm khác trên tàu Viking cho thấy đó là do phản ứng hóa học vô sinh thì hợp lý hơn. Việc giải thích có thể dẫn đến nhiều tranh luận. Độc lập với mọi thí nghiệm nói trên, năm 1996, những cấu trúc giống như vi khuẩn đã được khám phá trên thiên thạch ALH84001, tạo thành từ đá bắn ra từ Sao Hỏa. Báo cáo này cũng gây ra nhiều tranh luận.
Tháng 2 năm 2005, các nhà khoa học NASA đã báo cáo rằng họ tìm thấy chứng cứ có sức thuyết phục về sự tồn tại của sự sống trên Sao Hỏa. Hai nhà khoa học, Carol Stoker và Larry Lemke căn cứ vào dấu vết methan tìm thấy trong khí quyển Sao Hỏa tương tự như sản phẩm methan của một số dạng vi sinh vật trên Trái Đất, ví dụ như những hiểu biết của chúng ta về cuộc sống nguyên thủy gần sông Rio Tinto ở Tây Ban Nha. Các công chức của NASA đã bác bỏ khẳng định của nhiều nhà khoa học, và Stoker đã từ bỏ khẳng định ban đầu của mình.
Mặc dù các bằng chứng vẫn còn gây tranh cãi và vẫn còn có sự bất đồng giữa các nhà khoa học với nhau nhưng niềm tin rằng có tồn tại sự sống trên Sao Hỏa vẫn ngày càng lớn dần. Một cuộc khảo sát thông thường được tiến hành tại một hội nghị của Cơ quan vũ trụ châu Âu cho thấy rằng, 75% các nhà khoa học có mặt được ghi nhận là tin rằng đã từng một lần có sự sống trên Sao Hỏa; 25% các nhà khoa học tin rằng vẫn còn sự sống trên Sao Hỏa.
Giả thuyết Gaia cho rằng mọi hành tinh với lượng dân cư lớn sẽ có khí quyển không trong trạng thái cân bằng, mà ở có thể phát hiện tương đối dễ dàng bằng quang phổ dù ở một vị trí cách xa. Mặc dù vậy, những sự tiến bộ quan trọng trong việc dò tìm và phân tích ánh sáng này cần được áp dụng các hành tinh nhỏ gần hành tinh của chúng ta thì cần thiết hơn trước khi đưa vào áp dụng cho các hành tinh ngoài thái dương hệ.

### Tìm kiếm gián tiếp

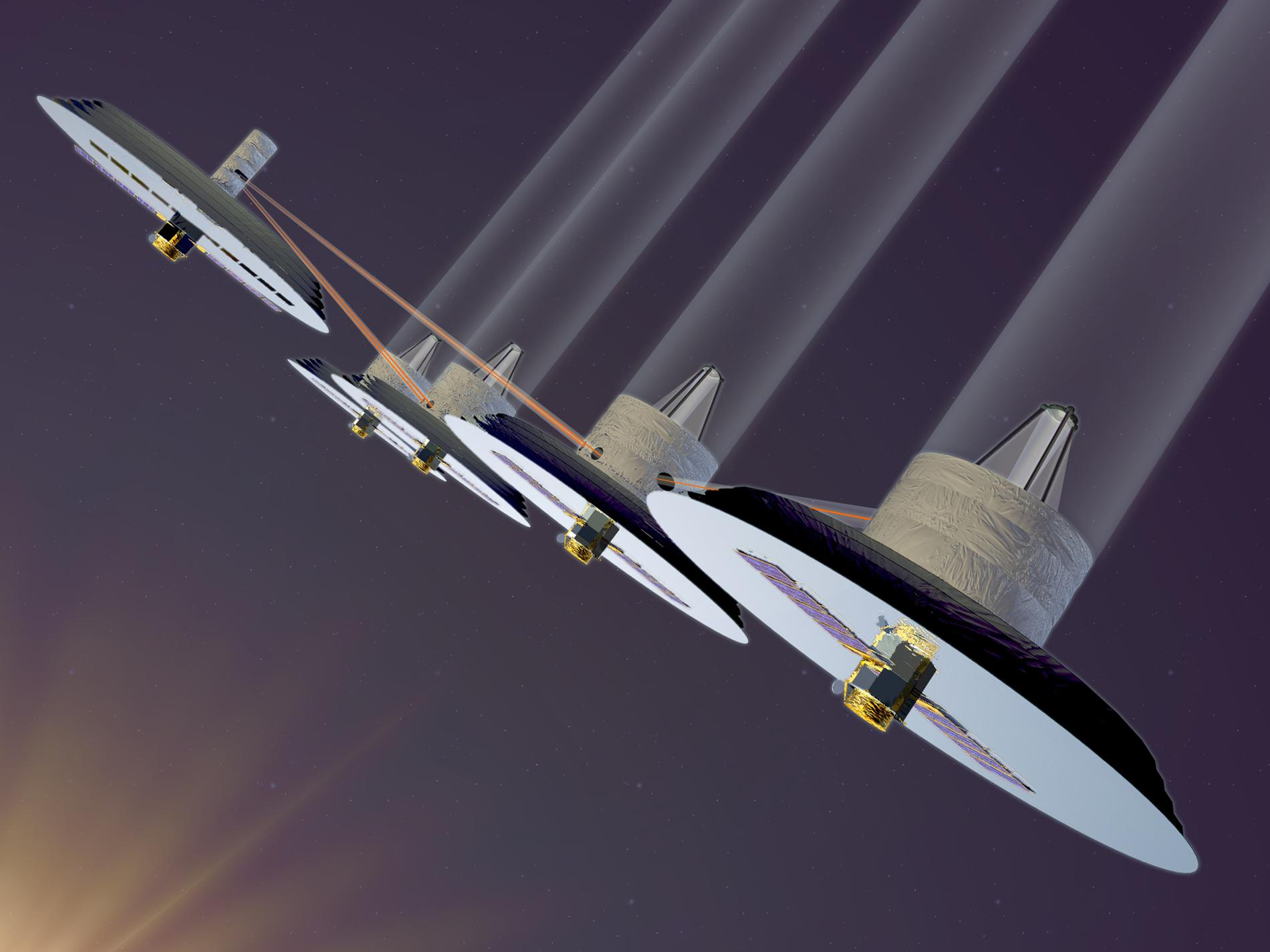
Kế hoạch tìm kiếm các hành tinh giống với Trái Đất của NASA (nhưng vào năm 2007, nó không nhận được tiền tài trợ từ NASA mà nó cần nên nó đã bị hủy bỏ và thay thế nó là chương trình Kepler).

Các nhà khoa học lập luận rằng bất kì một xã hội nào với công nghệ hiện đại trong vũ trụ cũng sẽ cần phải có sự trao đổi thông tin, liên lạc. Dự án SETI được xác định là một dự án bao gồm các cuộc tìm kiếm trong không gian bằng sóng radio mà sẽ xác định được nếu tồn tại sự sống hiện đại. Một đề xuất liên quan là người ngoài hành tinh có thể sẽ phát ra các xung động và các tín hiệu laser trong quang học kiểu quang phổ hồng ngoại; các tín hiệu laser có lợi do không bị"bẩn"khi đi chuyển đi qua ranh giới giữa các hành tinh và đồng thời có thể có lợi hơn trong viêc truyền thông tin giữa các ngôi sao. Và các cách liên lạc khác bao gồm các tín hiệu laser và các chuyến bay giữa các vì sao đã được đưa ra thảo luận và tạo ra nhiều ý kiến tranh cãi gay gắt và dường như không thế làm được, đơn vị đo biểu thị tính hiệu quả của các cách trao đổi thông tin là số lượng thông tin được trao đổi thành công với một chi phí nhất định, kết quả là tín hiệu radio được chọn làm phương pháp thích hợp nhất.

### Các hành tinh ngoài Hệ Mặt Trời
Các nhà thiên văn học đồng thời cũng tìm kiếm sự sống trên các hành tinh ngoài Hệ Mặt Trời, họ tin rằng có thể có hành tinh có lợi cho sự sống phát triển, ví dụ như Gliese 581 c và OGLE-2005-BLG-390Lb, nơi mà được tìm thấy có dạng tương đối giống với Trái Đất. Những phương pháp dò tìm bằng radio hiện nay đã không còn tương xứng với một cuộc tìm kiếm lớn, ví dụ như cách giải quyết với công nghệ gần đây đã không còn tương xứng với những gì chúng ta biết về các thiên thể ngoài thái dương hệ. Loại kính viễn vọng trong tương lai cần phải có khả năng cho việc nhìn các hành tinh quay xung quanh các ngôi sao, mà có thể có tồn tại sự sống (dù bằng phương pháp trực tiếp hay thông qua việc chụp ảnh bằng quang phổ giúp làm lộ ra các thông tin quan trọng như sự tồn tại của khí Oxy trong khí quyển của hành tinh đó:

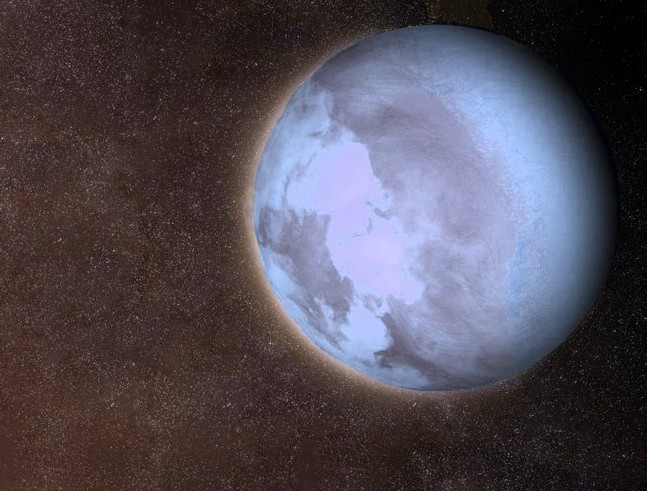
Ảnh về Gliese 581 c, hành tinh ngoài hệ mặt trời đầu tiên được khám phá là có tồn tại không khí cần thiết cho sự sống.

- Darwin là một kế hoạch của ESA tìm kiếm những hành tinh giống với Trái Đất, và phân tích khí quyển của chúng.
- Nhiệm vụ COROT, ban đầu thuộc về của Cơ quan vũ trụ Pháp, được bắt đầu vào năm 2006 và vẫn đang xem xét các hành tinh ngoài hệ mặt trời.
- Kế hoạch tìm kiếm các hành tinh giống Trái Đất được NASA tiến hành, nhưng đến năm 2007, ngân quỹ bị cắt đã khiến cho nó kéo dài vô tận
- Chương trình Kepler, thay thế cho Kế hoạch tìm kiếm các hành tinh giống Trái Đất, sẽ được diễn ra vào tháng 11 năm 2008

Có ý kiến cho rằng Alpha Centauri, chòm sao gần nhất đối với Trái Đất, có thể chứa những hành tinh có khả năng tồn tại sự sống.
Vào ngày 24 tháng tư, năm 2007, các nhà khoa học thuộc đài thiên văn Nam Âu ở La Silla, Chile nói rằng họ đã tìm thấy hành tinh đầu tiên giống với Trái Đất. Hành tinh, được biết dưới cái tên Gliese 581 c, quay trong khoảng không cho phép tồn tại sự sống của ngôi sao Gliese 581, một sao lùn đỏ cách Trái Đất 20.5 Năm ánh sáng (194 ngàn tỉ km). Lúc đầu nó được cho rằng có thể có nước. Tuy nhiên, khí hậu trên Gliese 581 c đã được Weiner Volt Bloh và đội của anh mô phỏng trên máy tính tại Viện Nghiên cứu về sự ảnh hưởng khí hậu của Đức và cho kết quả là: các bon đi-oxide và methan trong khí quyển của hành tinh này có thể tạo ra được hiệu ứng nhà kính nhưng sau đó sẽ bị biến mất. Nó sẽ làm hành tinh ấm lên, vượt quá cả mức để nước có thể sôi(100 độ C/ 212 độ F), chính vì vậy nó xóa tan đi hi vọng có thể tồn tại sự sống trên hành tinh này. Hiện giờ các nhà khoa học chuyển sang theo dõi Gliese 581 d, hành tinh mà chỉ nằm sát vùng có thể sống của một ngôi sao.
Vào ngày 29 tháng năm năm 2007, the Associated Press công bố một bản báo cáo rằng các nhà khoa học đã tìm thấy 28 thiên thể dạng hành tinh ngoài hệ mặt trời. Một trong số các hành tinh mới được phát hiện này được cho rằng có rất nhiều điểm giống với Sao Hải Vương.

## Sự sống ngoài Trái Đất trong Hệ Mặt Trời
Nhiều thiên thể trong Hệ Mặt Trời được cho là dường như có sự sống. Trong danh sách dưới đây, ba trong số năm thiên thể là vệ tinh, và được cho là có chứa chất lỏng trong lòng đất, nơi mà sự sống có thể giống như dưới biển sâu.
- Sao Kim - hành tinh thứ hai tính từ Mặt Trời Phosphine,loại khí tiết ra bởi các dạng sống cơ bản, vừa được tìm thấy trên Sao Kim
- Sao Hỏa - hành tinh thứ tư tính từ Mặt Trời - có nước dạng lỏng tồn tại trong quá khứ và vẫn còn nước dạng lỏng ở dưới bề mặt. Gần đây, methane được tìm thấy trong khí quyển Sao Hỏa.
- Europa - vệ tinh lớn thứ tư của Sao Mộc - dường như có một biển muối dưới lớp vỏ băng mỏng. Nếu như vệ tinh này có sự sống, nhiều hy vọng có thể tìm thấy dạng sống tương tự như ở các miệng núi lửa trên Trái Đất. Hơn nữa, các nhà sinh học vũ trụ đang hy vọng tìm thấy dạng sống kỵ khí dưới vùng biển ở đây nhờ khuấy tung bề mặt băng của Mặt Trăng này.
- Enceladus - vệ tinh lớn thứ sáu của Sao Thổ - đã quan sát thấy các hoạt động địa chất cùng với nước ở dạng lỏng và các mạch nước tại cực nam.
- Titan - vệ tinh lớn nhất của Sao Thổ, vệ tinh duy nhất có một bầu khí quyển đáng chú ý. Các khám phá mới nhất chỉ ra rằng không có biển bao phủ trên đó nhưng có thể tồn tại các hồ hydradcarbon theo mùa.

Nhiều thiên thể khác cũng được cho là có dấu hiệu sự sống dạng vi sinh vật. Ví dụ có giả thuyết cho là có sự sống trong khí quyển của Sao Kim hay có thể tồn tại sự sống trên các sao chổi, giống như một vài loại vi trùng trên Trái Đất sống sót thành công theo như một cuộc nghiên cứu Mặt Trăng trong nhiều năm. Tuy vậy, không có nhiều hy vọng rằng sinh vật đa bào phức tạp có thể tồn tại được dưới các điều kiện đó.